# Dennis DeYoung
Dennis DeYoung (18 februari 1947) is een Amerikaanse zanger, schrijver, muzikant en producer.

## Levensloop
Dennis DeYoung is het beste bekend als oprichter en lid van de band Styx. Voor deze band schreef hij veel hits, waaronder "Lady", "Come Sail Away", "Babe", "Mr. Roboto" en "Don’t Let It End". DeYoung verliet de band in 1999 nadat bekend was geworden dat hij niet goed tegen fel licht kon. Toen hij hiervan hersteld was, was hij al vervangen door Lawrence Gowan. Sindsdien worden solo-optredens van DeYoung aangekondigd met the music of Styx of formerly of Styx.

## Discografie

### Met Styx

#### Albums
- Styx (1972)
- Styx II (1973)
- The Serpent Is Rising (1973)
- Man of Miracles (1974)
- Equinox (1975)
- Crystal Ball (1976)
- The Grand Illusion (1977)
- Pieces of Eight (1978)
- Cornerstone (Styx) (1979)
- Paradise Theatre (1980)
- Best of Styx (1980)
- Kilroy Was Here (1983)
- Caught in the Act (1984)
- Styx Classics Volume 15 (1987)
- Edge of the Century (1990)
- Styx Greatest Hits (1995)
- Styx Greatest Hits Part 2 (1996)
- Return to Paradise (1997)
- Brave New World (1999)
- Come Sail Away - The Styx Anthology (2004)
- The Complete Wooden Nickel Recordings (2005)

### Solo

#### Albums
- Desert Moon (1984)
- Back to the World (1986)
- Boomchild (1988)
- 10 on Broadway (1994)
- The Hunchback of Notre Dame (1998)
- The music of Styx – Live with Symphony Orchestra (2004)
- One Hundred Years from Now (2007)
- 26 East, Volume 1 (2020)
- 26 East, Volume 2 (2021)

### Video
- Caught in the Act (1984)
- Return to Paradise (1997)
- Dennis DeYoung - Soundstage (2003)
- Symphonic Rock Music of Styx (2003)
- The Best of Styx - 20th Century Masters (2004)
- The Best of Dennis DeYoung - 20th Century Masters (2005)

### Overig
Muziek geschreven door Dennis DeYoung die later gebruikt is in de volgende films:
- Kilroy Was Here (1983)
- The Virgin Suicides (1999)
- Big Daddy (1999)
- Detroit Rock City (1999)
- Austin Powers 3: Goldmember (2002)
- The Perfect Man (2005)

Muziek van DeYoung gebruikt in de volgende tv-series en reclamespotjes:
- The Simpsons
- My Name Is Earl
- Arrested Development
- That 70's Show
- Freaks and Geeks
- Dharma & Greg
- ER
- The King of Queens
- Sex and the City
- Family Guy
- Atlantis: The Lost Empire
- The Office